# 25 a.C.
Il 25 a.C. (XXV a.C. in numeri romani) è un anno  del I secolo a.C.

## Eventi
- Allo scopo di sposarne la figlia Mariamne, Erode il Grande nomina Sommo sacerdote Simone Boeto, dopo aver deposto da questa carica Gesù figlio di Phiabet.
- In occasione della vittoria dei Romani sui Salassi, venne fondata per volere dell'imperatore Augusto[1] la colonia di Augusta Praetoria (Aosta), nella quale resta a testimonianza l'arco di trionfo.
- Inizia la costruzione delle Terme di Agrippa, prime terme romane.
- Augusto fonda Caesaraugusta, l'attuale Saragozza.
- Viene fondata Augusta Emerita, oggi Merida, dai veterani e dai soldati emeriti delle legioni V Alaudae e X Gemina, guidati da P. Carisio in qualità di legatus Augusti pro-praetore.[2]